# Patricia Ziegfeld Stephenson
Patricia Burke Ziegfeld Stephenson (Nueva York, 23 de octubre de 1916 – Los Ángeles, 11 de abril de 2008) fue una escritora estadounidense. Fue conocida por su autobiografía de 1963 The Ziegfelds' Girl: Confessions of an Abnormally Happy Childhood. 

## Biografía

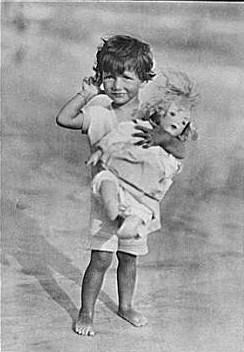
Retrato de Patricia Ziegfeld, 1919

Patricia Ziegfeld nació en Nueva York en 1916, hija del empresario de Broadway Florenz Ziegfeld y de Billie Burke, la actriz conocida por hacer el papel de Bruja buena en El mago de Oz. Creció en Hastings-on-Hudson en el Condado de Westchester. También vivió con su familia en Palm Beach. Su padre murió en 1932 por lo que se trasladó a California con su madre. Estudió en UCLA e hizo algunos papeles y escribió en algunos periódicos.
Se casó con William Robert Stephenson, Sr. (1912–2007) el 11 de junio de 1939. Conoció a Stephenson mientras él trabajaba como profesor de baile en el Beverly Hills Hotel. Diseñó casas como las de Ronald Reagan y Nancy Reagan. Tuvieron cuatro hijos: Cecilia Duncan Stephenson (born 1942), Florenz Crossley Stephenson, Susan Plemons Stephenson (1950–2021) y William Robert Stephenson, Jr (1947).
En 1963, publicó su autobiografía The Ziegfelds' Girl: Confessions of an Abnormally Happy Childhood. También escribió el prólogo de la biografía de su padre, The Ziegfeld Touch: The Life and Times of Florenz Ziegfeld, Jr., que había sido escrita por sus primos, Richard and Paulette Ziegfeld.
Murió de insuficiencia cardíaca congestiva en su casa de Los Ángeles a la edad de 91 años. Tenía nueve nietos y tres bisnietos, en el momento de su muerte.